# Georg Atzel

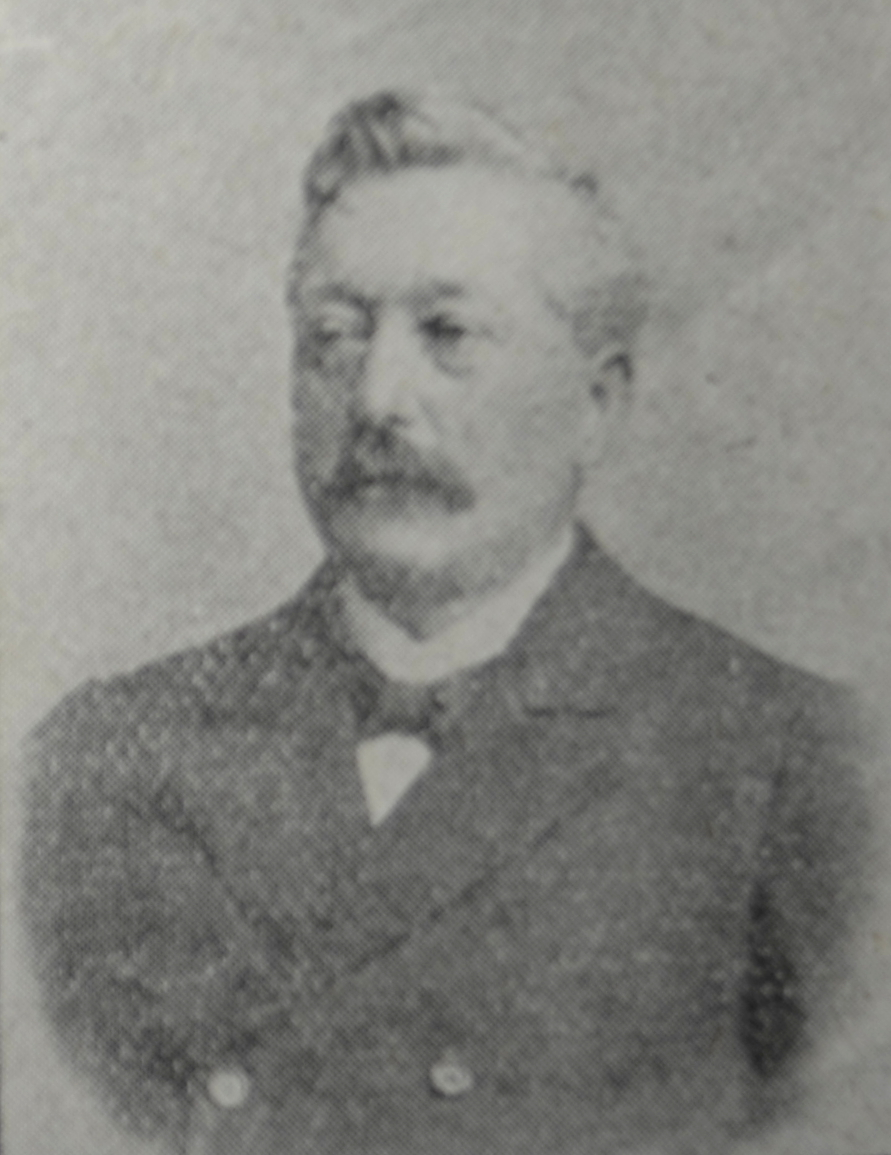
Georg Atzel, 1911

Georg Atzel (* 1. Dezember 1845 in Stattmatten, † nach 1918) war Gutsbesitzer, Bürgermeister und Mitglied der zweiten Kammer des Landtags des Reichslandes Elsaß-Lothringen.
Georg Atzel, der evangelischer Konfession war, besuchte die Volksschule und lebte danach als Gutsbesitzer in Sessenheim. 
Georg Atzel war Mitglied des Kreistags Hagenau, des Landwirtschaftsrates, der Kommission der Landschätzer für die Gebäudesteuer und der Kreiskommissionen für die Kapital-, Gewerbe, -Lohn- und Besoldungssteuer. Er war Bürgermeister in Sessenheim.
Bei der ersten (und einzigen) Wahl zum Landtag trat er im Wahlkreis Bischweiler als unabhängiger Kandidat an. Im Ersten Wahlgang wurden im Wahlkreis von den 6334 Stimmberechtigten 5556 Stimmen abgegeben. Auf den Zentrums-Kandidaten Slad entfielen 2672, auf Georg Atzel 1198, auf den liberalen Kandidaten Mayer 994 und auf den Sozialdemokraten Voigt 707 Stimmen. Im zweiten Wahlgang lag Georg Atzel mit 2931 Stimmen knapp vor Slad, der 2899 Stimmen erhalten hatte. Georg Atzel gehörte dem Landtag bis 1918 an. Er schloss sich der Fraktion der Elsässischen Fortschrittspartei als Hospitant an.